# Xã Salem, Quận Wayne, Pennsylvania
Xã Salem (tiếng Anh: Salem Township) là một xã thuộc quận Wayne, tiểu bang Pennsylvania, Hoa Kỳ. Năm 2010, dân số của xã này là 4.271 người.